# Ruta Provincial 17 (Santa Cruz)
La Ruta Provincial 17 es una carretera de la Patagonia argentina, en la provincia de Santa Cruz. Su recorrido total es de 295 km completamente de tierra. Tiene como extremo este el empalme con la RN 288 y al oeste la RN 40.